# Brunei van A tot Z

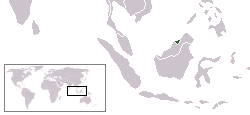
Locatie van Brunei

## A
Allah peliharakan Sultan - Asia-Pacific Economic Cooperation - ASEAN (Association of Southeast Asian Nations) 
- Austronesische talen

## B
Bandar Seri Begawan - Hassanal Bolkiah - Belait - Britse residenten in Brunei - Brunei - Brunei en Muara - Brunei International Airport

## C
CARAT

## D
Districten van Brunei

## E
Eerste ministers van Brunei

## G
Gemenebest van Naties (Commonwealth of Nations) - Grote Soenda-eilanden

## H
Hassanal Bolkiah

## I
ISO 3166-2:BN

## K
Kampong Ayer - Koningscobra - Kuala Belait

## M
Malayo-Polynesische talen - Mangrovenslang

## N
Netpython

## O
Olie

## R
Royal Brunei Airlines

## S
Sharia - Seria - Soenda-eilanden - Spratly-eilanden - Sultan Omar Ali Saifuddin-moskee - Sultans van Brunei

## T
Temburong - Tutong

## V
Vlag van Brunei

## Z
Zeekrokodil - Zuidoost-Azië - Zwartkopboomslang